# SKA Sankt Petersburg (hokej na lodzie)
SKA Sankt Petersburg (ros. СКА Санкт-Петербург) – rosyjski klub hokeja na lodzie z siedzibą w Petersburgu.

## Historia
Dotychczasowe nazwy
- 1946 ODO Leningrad
- 1956 LDO Leningrad
- 1957 SKVO Leningrad
- 1959 SKA Leningrad
- 1991 SKA Sankt Petersburg

Zespołem farmerskim został klub występujący w WHL, pierwotnie pod nazwą HK WMF Sankt Petersburg (do 2012), następnie przekształcany w HK WMF, SKA Karelia i SKA-Niewa.
Drużynami juniorskimi zostały występujące w MHL i rozgrywające swoje mecze w Jubileuszowym Pałacu Sportu zespoły SKA-1946 Sankt Petersburg oraz SKA-Sieriebrianyje Lwy Sankt Petersburg. W 2018 zdecydowano, że w lidze MHL będą występował nadal SKA-1946 oraz drużyna SKA-Wariagi, powstała z fuzji dotychczasowego zespołu o tej nazwie (grającego w lidze NMHL) i ekipy SKA Sieriebrianyje Lwy, która została rozwiązana.
Do 2011 prezesem klubu był Aleksandr Miedwiediew, który w tym czasie był jednocześnie prezesem rozgrywek Kontinientalnaja Chokkiejnaja Liga.
W sezonie KHL (2014/2015) drużyna SKA zdobyła mistrzostwo KHL. Ten sam sukces powtórzyła w sezonie KHL (2016/2017).
W 2023 budowano nową halę dla klubu, mającą pomieścić 21 500 widzów.

## Sukcesy
- Brązowy medal mistrzostw ZSRR: 1971, 1987
- Finał Pucharu ZSRR: 1968, 1971
- Puchar Spenglera: 1970, 1971, 1977, 2010
- Pierwsze miejsce w Dywizji Bobrowa w sezonie regularnym: 2010, 2012, 2013, 2014, 2015, 2017, 2018, 2019, 2020, 2021, 2023, 2024
- Pierwsze miejsce w Konferencji Zachód w sezonie regularnym: 2010, 2012, 2013, 2018, 2023
- Nagroda Wsiewołoda Bobrowa (dla najskuteczniejszej drużyny w sezonie): 2012, 2015, 2017, 2018, 2019, 2023
- Puchar Kontynentu: 2013, 2018, 2023
- Brązowy medal mistrzostw Rosji: 2013, 2018, 2019, 2023
- Srebrny medal mistrzostw Rosji: 2015, 2020 (uznaniowo)[12]
- Złoty medal mistrzostw Rosji: 2017
- Puchar Gagarina – mistrzostwo KHL: 2015, 2017
- Puchar Otwarcia: 2017, 2018

## Szkoleniowcy
Trenerem klubu był Boris Michajłow. Od 27 kwietnia 2011 do 25 listopada 2012 roku trenerem drużyny był Czech, Miloš Říha. Jego następcą został Fin Jukka Jalonen, który do 2013 roku będzie jednocześnie pozostawał selekcjonerem fińskiej reprezentacji. Po sezonie 2013/2014 pracę w klubie zakończyli członkowie sztabu szkoleniowego: pierwszy trener Jukka Jalonen, asystenci Michaił Krawiec i Aleksiej Gusarow, menedżer generalny Aleksiej Kasatonow, a jednocześnie nowym trenerem został Wiaczesław Bykow. Na przełomie kwietnia i maja 2014 został skompletowany sztab trenerski, do którego weszli Igor Zacharkin, Nikołaj Borszczewski, Siergiej Zubow, Maksim Sokołow, Kiriłł Korieńkow. W lutym 2015 miejsce Korieńkowa na stanowisku trenera bramkarzy objął Marko Torenius. W czerwcu 2015 z funkcji trenera zrezygnował W. Bykow (wraz z nim odszedł Zacharkin). W czerwcu trenerem został Andriej Nazarow. W połowie października 2015 Nazarow i Kalanin odeszli z klubu, a tymczasowym trenerem został Siergiej Zubow. W połowie 2016 trenerem został selekcjoner kadry Rosji, Oleg Znarok. Jego asystentami zostali Harijs Vītoliņš, Władimir Fiedosow, Jurij Żdanow, Raszyt Dawydow i Fin Marko Torenius. 1 czerwca 2018 ogłoszono nowy sztab trenerski SKA, w którym głównym trenerem został Ilja Worobjow, a jego asystentami Aleksiej Kudaszow, Anwar Gatijatulin, Raszyt Dawydow i Fin Marko Torenius. 11 lipca 2019 nowym głównym trenerem został ogłoszony Aleksiej Kudaszow (tego samego dnia został selekcjonerem reprezentacji Rosji). Wiosną 2020 nowym trenerem został Walerij Bragin, a do sztabu weszli Andriej Kozyriew, Aleksandr Bojkow oraz Raszyt Dawydow. Do sztabu Bragina w sezonie KHL (2021/2022) weszli Aleksandr Titow, Konstantin Szafranow, Albiert Leszczow oraz trenerzy bramkarzy Stefan Persson i Marko Torenius. Na początku stycznia 2021 ogłoszono, że w miejsce Bragina, który został przesunięty na stanowisko starszego trenera, nowym trenerem został Roman Rotenberg. W lipcu 2022 Roman Rotenberg ogłosił swój sztab trenerski, do którego weszli: Siergiej Zubow (asystent, praca z obrońcami), Jewgienij Korieszkow (asystent, praca z napastnikami), Albiert Leszczow (praca z obrońcami), Konstantin Szafranow (praca z napastnikami), Aleksiej Babincew, Stefan Persson i Pawieł Orłow (dwaj ostatni trenerzy bramkarzy). Wraz z końcem maja zwolniono z posady trenera R. Rotenberga, którego miejsce zajął Igor Łarionow.